# Прушиці (гміна)
Гміна Прушиці (пол. Gmina Prusice) — місько-сільська гміна у південно-західній Польщі. Належить до Тшебницького повіту Нижньосілезького воєводства.
Станом на 31 грудня 2011 у гміні проживало 9385 осіб.

## Площа
Згідно з даними за 2007 рік площа гміни становила 158.02 км², у тому числі:
- орні землі: 71.00%
- ліси: 19.00%

Таким чином, площа гміни становить 15.41% площі повіту.

## Населення
Станом на 31 грудня 2011:
| Опис     | Загалом | Загалом | Чоловіки | Чоловіки | Жінки | Жінки |
| -------- | ------- | ------- | -------- | -------- | ----- | ----- |
| одиниця  | осіб    | %       | осіб     | %        | осіб  | %     |
| все      | 9385    | 100     | 4708     | 50.17    | 4677  | 49.83 |
| міське   | 2303    | 100     | 1141     | 49.54    | 1162  | 50.46 |
| сільське | 7082    | 100     | 3567     | 50.37    | 3515  | 49.63 |

## Сусідні гміни
Гміна Прусіце межує з такими гмінами: Оборники-Шльонські, Тшебниця, Вінсько, Волув, Жмігруд.